# (4964) Kourovka
(4964) Kourovka es un asteroide perteneciente al cinturón de asteroides, descubierto el 21 de julio de 1979 por Nikolái Stepánovich Chernyj desde el Observatorio Astrofísico de Crimea (República de Crimea).

## Designación y nombre
Designado provisionalmente como 1979 OD15. Fue nombrado Kourovka en homenaje al Observatorio Astronómico de la Universidad de estado de Ural, situado cerca de la aldea de Kourovka, en la región de Ekaterinburg de Rusia. Fundado en el año 1965, el Observatorio de Kourovka es conocido por sus investigaciones en astronomía estelar y astrometría de cometas, asteroides y satélites artificiales.

## Características orbitales
Kourovka está situado a una distancia media del Sol de 2,262 ua, pudiendo alejarse hasta 2,543 ua y acercarse hasta 1,980 ua. Su excentricidad es 0,124 y la inclinación orbital 4,918 grados. Emplea 1242 días en completar una órbita alrededor del Sol.

## Características físicas
La magnitud absoluta de Kourovka es 13,6. Tiene 4,423 km de diámetro y su albedo se estima en 0,394.